# Juno (svemirska letjelica)
Juno je NASA-ina svemirska letjelica namijenjena istraživanju Jupitera iz polarne orbite. Lansirana je 5. kolovoza 2011. godine, a do Jupitera je stigla 5. srpnja 2016. godine. Izvorno je bilo planirano da misija traje do listopada 2017., ali sada je produžena do 30. srpnja 2021. Letjelica istažuje Jupiterovu magnetosferu, gravitacijsko polje i polarnu magnetosferu, kao i Jupiterov sastav. Misija je nazvana po rimskoj božici Junoni, ženi boga Jupitera.

## Pregled misije

### Lansiranje
Juno je lansiran 5. kolovoza 2011. godine u 16:25 UTC u heliocentričnu orbitu.

### Manevri
U razdoblju od 5. kolovoza 2012. do 13. rujna 2012. Juno je izveo dva manevra kako bi se usmjerio prema Zemlji.

### Prelet Zemlje
Juno je preletio Zemlju 9. listopada 2013. godine. Taj je prelet letjelicu usmjerio direktno prema Jupiteru. Prelet je iskorišten i za test nekih od instrumenata (JunoCam).

### Dolazak do Jupitera
Juno je do Jupitera došao 5. srpnja 2016. Tog dana u 3:53 UTC ušao je u Jupiterovu orbitu. Time je započelo 5-godišnje Jupiterovo istraživanje.

### Problemi s motorom
Bilo je planirano da 14. listopada 2016., Juno iz svoje orbite od 53.5 dana prijeđe u kraću orbitu od 14 dana. Isprva je bilo planirano da u toj orbiti Juno do listopada 2017. napravi 37 orbita prije kraja misije. No, dogodio se problem s dijelovima motora koji su nužni za pravilan rad motora i manevre. Zbog toga je 17. veljače 2017. odlučeno da Juno ostane u orbiti od 53.5 dana, jer je šansa za nepravilan rad motora i postavljanje u lošu orbitu bila prevelika. Tako je tijekom drugog prilaska Jupiteru (Perijove 2), Juno bio u sigurnom modu.

### Orbitalne operacije
Juno je Perijove 1 obavio 27. kolovoza 2016., Perijove 2 19. listopada 2016., Perijove 3 11. prosinca 2016. Zadnji put Juno je pokraj Jupitera prošao 29. svibnja 2019., obavivši Perijove 20.